# Куна-де-Мадуганди
Куна-де-Мадуганди (исп. Comarca Kuna de Madugandí) — автономное управление индейцев на востоке Панамы, субпровинциальная комарка провинции Панама. Административный центр — Акуа-Яла (исп. Akua Yala). Согласно переписи 2010 года в Куна-де-Мадуганди проживают 4271 человек. Территория этого управления составляет 2318,8 км². Создана в 24 января 1996 года из восточной части провинции Панама.